# 海角甘泉
海角甘泉，位于中国广东省揭阳市惠来县神泉镇，为惠来县的一个县级文物保护单位，类型为古建筑，公布时间为1979年4月。
海角甘泉的历史年代为宋代。